# Kopanica (gmina Nowinka)
Kopanica – wieś w Polsce położona w województwie podlaskim, w powiecie augustowskim, w gminie Nowinka.
| SIMC    | Nazwa       | Rodzaj    |
| ------- | ----------- | --------- |
| 1010822 | Podkopanica | część wsi |

Wieś królewska ekonomii grodzieńskiej położona była w końcu XVIII wieku w powiecie grodzieńskim województwa trockiego. W latach 1975–1998 miejscowość administracyjnie należała do województwa suwalskiego.
Miejscowość położona jest nad jeziorem Kopanica.